# Briko
Briko è un'azienda italiana che produce attrezzatura sportiva per lo sci, il ciclismo ed altri sport all'aperto. Fu fondata nel 1985 per produrre sciolina; ha sede a Milano.

## Storia
Briko fu fondata nel 1985 da Alberto Brignone, responsabile dei materiali della squadra italiana di sci, per produrre delle scioline che soddisfassero le proprie esigenze; lo scopo iniziale della produzione non fu la vendita, ma l'esclusivo uso nelle competizioni. Nel 1988, grazie a un nuovo e rivoluzionario composto in grafite-algoflon, la sciolina “nera” Briko consente ai tre italiani Michael Mair, Giorgio Piantanida e Werner Perathoner di conquistare l’intero podio nella discesa libera di Leukerbad.
Nel 1988 Brigone si dimise dal suo incarico federale, decidendo di occuparsi dell'azienda; questi diversifica la sua produzione, passando dalla sciolina agli occhiali, caschi e abbigliamento da sci. La diffusione del marchio fu aiutata da diversi atleti, tra cui Alberto Tomba, Bjørn Dæhlie e Marco Pantani. Nel ciclismo, inoltre, Briko ha avuto partnership con le squadre della Mercatone Uno e con la Fassa Bortolo e, dal 2005 al 2007, la Liquigas.
Nel 1989 vengono introdotte le nuove lenti Thrama; queste si basano sul concetto della trasmittanza, ovvero su tecniche di filtrazione selettiva della luce mirate a ridurre drasticamente il "rumore" visivo (luce diffusa); garantiscono inoltre protezione dai raggi UV. Negli anni seguenti vengono introdotte diverse innovazione tecnologiche, tra cui le maschere in tecnologia Zygo e i caschi in fibra tricomposita. L'azienda inoltre si espande in altri sport, tra cui il freeride, lo snowboard e la canoa.
Nel 2007 Briko ha sponsorizzato la nazionale slovena di sci di fondo. Nel 2010 ha inoltre fondato la Briko Squadra Corse, una squadra dilettantistica di ciclismo per le corse di gran fondo.